# 譚寧
譚寧（Tan Ning，2003年4月3日—），中国女子羽毛球运动员。

## 簡歷
2023年3月，搭檔劉聖書出戰西班牙馬德里羽毛球大師賽，從資格賽一路晉級決賽，並在決賽中苦戰三局，以21:8、16:21、21:18擊敗隊友陈芳卉/杜玥組合，贏得冠軍。

## 主要比賽成績
只列出曾進入準決賽的國際賽事成績：
| 年份   | 賽事                     | 公開賽級別 | 項目     | 搭檔   | 成績   |
| ------ | ------------------------ | ---------- | -------- | ------ | ------ |
| 2019年 | 亞洲青年羽毛球錦標賽     | 其他       | 女子單打 | －     | 季軍   |
| 2022年 | 馬來西亞羽毛球國際系列賽 | 國際系列賽 | 女子雙打 | 劉聖書 | 冠軍   |
| 2023年 | 泰國羽毛球大師賽         | 超級300賽  | 女子雙打 | 夏玉婷 | 準決賽 |
| 2023年 | 亞洲羽球混合團體錦標賽   | 其他       | 混合團體 | －     | 冠軍   |
| 2023年 | 西班牙馬德里羽毛球大師賽 | 超級300賽  | 女子雙打 | 劉聖書 | 冠軍   |
| 2023年 | 奧爾良羽球大師賽         | 超級300賽  | 女子雙打 | 劉聖書 | 亞軍   |
| 2023年 | 蘇迪曼盃                 | 其他       | 混合團體 | －     | 冠軍   |
| 2023年 | 美國羽毛球公開賽         | 超級300賽  | 女子雙打 | 劉聖書 | 冠軍   |
| 2023年 | 澳洲羽毛球公開賽         | 超級500賽  | 女子雙打 | 劉聖書 | 亞軍   |
| 2023年 | 北極羽毛球公開賽         | 超級500賽  | 女子雙打 | 劉聖書 | 冠軍   |
| 2023年 | 法國羽毛球公開賽         | 超級750賽  | 女子雙打 | 劉聖書 | 冠軍   |
| 2023年 | 海洛羽毛球公開賽         | 超級300賽  | 女子雙打 | 劉聖書 | 準決賽 |
| 2023年 | 日本熊本羽毛球大師賽     | 超級500賽  | 女子雙打 | 劉聖書 | 亞軍   |
| 2023年 | 世界羽聯世界巡迴賽總決賽 | 總決賽     | 女子雙打 | 劉聖書 | 準決賽 |
| 2024年 | 馬來西亞羽毛球公開賽     | 超級1000賽 | 女子雙打 | 劉聖書 | 冠軍   |
| 2024年 | 印尼羽毛球大師賽         | 超級500賽  | 女子雙打 | 劉聖書 | 冠軍   |
| 2024年 | 法國羽毛球公開賽         | 超級750賽  | 女子雙打 | 劉聖書 | 準決賽 |
| 2024年 | 亞洲羽毛球錦標賽         | 其他       | 女子雙打 | 劉聖書 | 季軍   |
| 2024年 | 優霸盃                   | 其他       | 女子團體 | －     | 冠軍   |
| 2024年 | 新加坡羽毛球公開賽       | 超級750賽  | 女子雙打 | 劉聖書 | 準決賽 |
| 2024年 | 印尼羽毛球公開賽         | 超級1000賽 | 女子雙打 | 劉聖書 | 準決賽 |
| 2024年 | 奧林匹克運動會羽毛球比賽 | 其他       | 女子雙打 | 劉聖書 | 銀牌   |
| 2024年 | 日本羽毛球公開賽         | 超級750賽  | 女子雙打 | 劉聖書 | 冠軍   |
| 2024年 | 香港羽毛球公開賽         | 超級500賽  | 女子雙打 | 劉聖書 | 亞軍   |
| 2024年 | 北極羽毛球公開賽         | 超級500賽  | 女子雙打 | 劉聖書 | 冠軍   |
| 2024年 | 丹麥羽毛球公開賽         | 超級750賽  | 女子雙打 | 劉聖書 | 亞軍   |
| 2024年 | 日本熊本羽毛球大師賽     | 超級500賽  | 女子雙打 | 劉聖書 | 冠軍   |
| 2024年 | 中國羽毛球大師賽         | 超級750賽  | 女子雙打 | 劉聖書 | 冠軍   |
| 2024年 | 世界羽聯世界巡迴賽總決賽 | 總決賽     | 女子雙打 | 劉聖書 | 準決賽 |
| 2025年 | 馬來西亞羽毛球公開賽     | 超級1000賽 | 女子雙打 | 劉聖書 | 準決賽 |
| 2025年 | 全英羽毛球公開賽         | 超級1000賽 | 女子雙打 | 劉聖書 | 準決賽 |
| 2025年 | 瑞士羽毛球公開賽         | 超級300賽  | 女子雙打 | 劉聖書 | 亞軍   |
| 2025年 | 亞洲羽毛球錦標賽         | 其他       | 女子雙打 | 劉聖書 | 冠軍   |
| 2025年 | 蘇迪曼盃                 | 其他       | 混合團體 | －     | 冠軍   |
| 2025年 | 馬來西亞羽毛球大師賽     | 超級500賽  | 女子雙打 | 劉聖書 | 冠軍   |
| 2025年 | 新加坡羽毛球公開賽       | 超級750賽  | 女子雙打 | 劉聖書 | 準決賽 |
| 2025年 | 印尼羽毛球公開賽         | 超級1000賽 | 女子雙打 | 劉聖書 | 冠軍   |
| 2025年 | 日本羽毛球公開賽         | 超級750賽  | 女子雙打 | 劉聖書 | 冠軍   |
| 2025年 | 中國羽毛球公開賽         | 超級1000賽 | 女子雙打 | 劉聖書 | 冠軍   |

| 2018-2026年 | 總決賽 | 超級1000賽 | 超級750賽 | 超級500賽 | 超級300賽 | 超級100賽 | 國際挑戰賽 | 國際系列賽 | 未來系列賽 | 其他 |

### 世界冠軍頭銜
譚寧在羽毛球生涯中共奪得3項羽毛球世界冠軍頭銜。
| 賽事     | 奪冠次數 | 年份                      |
| -------- | -------- | ------------------------- |
| 蘇迪曼盃 | 2        | 2023年 2025年（混合團體） |
| 優霸盃   | 1        | 2024年（女子團體）        |
| 總計     | 3        |                           |

### 奧運會和世錦賽參賽紀錄
|          | 搭檔   | 2024 |
| -------- | ------ | ---- |
| 女子雙打 | 劉聖書 | 銀牌 |

## 其他獎項
| 年份   | 頒獎典禮               | 獎項                 | 搭檔   | 結果 | 備註  |
| ------ | ---------------------- | -------------------- | ------ | ---- | ----- |
| 2024年 | BWF 2024年度最佳運動員 | 年度最佳女子雙打組合 | 劉聖書 | 獲獎 | [ 3 ] |